# Люстерник Лазар Аронович
Лазар Аронович Люстерник (19 (31) грудня 1899, Здунська Воля, нині Польща — 23 липня 1981, Москва) — радянський математик, доктор фізико-математичних наук (1935), член-кореспондент АН СРСР (1946).

## Біографія
Закінчив фізико-математичний факультет Московського університету 1922 року, був учнем Миколи Лузіна та учасником «Лузітанії» (1936 року — учасник «антилузінської групи математиків» у «справі Лузіна»). Потім навчався в аспірантурі НДІ математики та механіки МДУ (1924—1926). 1927 року його було обрано приват-доцентом Московського університету. З 1928 по 1930 рік був професором Нижньогородського університету, а з 1930 року до самої смерті — професором Московського університету. З 1934 по 1948 рік обіймав посади старшого наукового співробітника, завідувача відділу, заступника директора Математичного інституту АН СРСР. Одночасно з 1936 по 1943 рік працював завідувачем кафедри функціонального аналізу механіко-математичного факультету; читав курс функціонального аналізу. З 1948 по 1955 рік обіймав посаду завідувача відділу Інституту точної механіки та обчислювальної техніки АН СРСР.
Основні роботи в області функціонального аналізу, особливо варіаційного числення, диференціальної геометрії та алгебричної топології, методи якої він став застосовувати в аналізі. Люстерник (разом з Львом Шнірельманом) довів гіпотезу Пуанкаре про те, що кожна регулярна замкнута поверхня, гомеоморфна сфері має не менше трьох замкнутих геодезичних ліній (еліпсоїд з різними, але майже рівними осями, є критичним випадком, коли таких геодезичних ліній точно три). За цю роботу Люстерник отримав Сталінську премію (1946).
Також працював у галузі математичної фізики та обчислювальної математики. Вперше (1926) застосував метод скінченних різниць для вирішення задачі Діріхле.
Написав спогади про молодість московської математичної школи «Лузітанія».